# Реже Сулік
Реже Сулік (угор. Szulik Rezső, 6 травня 1906, Будапешт — 1969) — угорський футболіст, що грав на позиції воротаря. Відомий виступами, зокрема, за клуб «Уйпешт», а також національну збірну Угорщини.

## Клубна кар'єра
У складі «Уйпешт» дебютував у сезоні 1925–1926 і грав до сезону 1926–1927. Став срібним призером чемпіонату Угорщини 1926–1927, хоча у тому чемпіонаті уже не був гравцем основи. Фіналіст Кубка Угорщини 1925 і 1927 років.
Далі виступав у складі команд «Вашаш» і «Печ-Баранья». Півтора сезони зіграв у команді «Керюлеті». Хоча й не був гравцем основи клубу, зіграв у фіналі 1931 року, коли клуб «Керюлеті» несподівано переміг «Ференцварош» з рахунком 4:1 і став вперше в історії володарем трофею.
Також у вищому дивізіоні зіграв два матчі у 1932 році у команді «Аттіла». Загалом у чемпіонаті Угорщини зіграв 71 матч. Протягом 1933—1937 років грав у аматорській команді «Уйпешта» — УТЕ.
| Дата       | Місто    | Господарі | Результат | Гості     | Турнір           | Голи | Примітки |
| ---------- | -------- | --------- | --------- | --------- | ---------------- | ---- | -------- |
| 10/04/1927 | Будапешт | Угорщина  | 3 – 0     | Югославія | товариський матч | -    |          |
| Усього     |          | Матчів    | 0         |           | Голів            | 0    |          |

## Досягнення
- Срібний призер Чемпіонату Угорщини: (1)

«Уйпешт»: 1926–1927
- Володар Кубка Угорщини: (1)

«Керюлеті»: 1931
- Фіналіст Кубка Угорщини: (2)

«Уйпешт»: 1925, 1927